# تشال علي شير (شلال ودشتغل)
تشال علي شير (بالفارسية: تاچل علی‌شیر) هي منطقة سكنية تقع في إيران في قسم شلال ودشتغل الريفي. يقدر عدد سكانها بـ 166 نسمة .